# Agrilus opitzi
Agrilus opitzi es una especie de insecto del género Agrilus, familia Buprestidae, orden Coleoptera.
Fue descrita científicamente por Hespenheidei, 2012.